# Valdesamario
Valdesamario è un comune spagnolo di 255 abitanti situato nella comunità autonoma di Castiglia e León.